# Georg Ludwig Agricola
Pour les articles homonymes, voir Agricola.
Georg Ludwig Agricola, né le 25 octobre 1643 à Grossfurra et mort le 20 février 1676 à Gotha, est un compositeur et maître de chapelle allemand.
Il est né à Großfurra près de Sondershausen. Après avoir étudié aux lycées d'Eisenach et de Gotha, il s'inscrit à l'université de Leipzig, puis part pour l'Université de Wittenberg pour compléter ses études de théologie qu'il conclut avec une maîtrise. En 1670, il devint maître de chapelle à la Cour à Gotha, succédant à Wolfgang Carl Briegel (de). Après sa mort, Wolfgang Michael Mylius (de) lui succède à ce poste.

## Œuvre
- Buß- und Communionlieder mit 5 und mehr Stimmen, Gotha 1675.
- Deutsche geistliche Madrigalien mit 2—6 Stimmen, Gotha 1675.
- Musikalische Nebenstunden in etlichen Sonaten, Präludien, Allemanden etc. mit 2 Violinen, 2 Violen und Generalbaß, Mühlh. 1670.
- Sonaten, Präludien, Allemanden etc. auf französische Art, 3 parties, Gotha 1675.